# Misaki Amano
Misaki Amano (天野 実咲, Amano Misaki), née le 22 avril 1985, est une joueuse internationale de football japonaise.

## Biographie
Misaki Amano joue au football dans l'équipe de l'Université Waseda de 2004 à 2007. Après ses études, elle rejoint le club de TEPCO Mareeze en 2008. À la suite de l'accident nucléaire de Fukushima, le club est dissous en 2011, elle s'engage alors avec le Vegalta Sendai qui vient d'être créé. En 2013 elle arrête sa carrière de footballeuse.
Elle participe à la Coupe du monde 2007, mais étant la troisième gardienne elle ne jouera aucune rencontre.